# 경제발전의 이론
《경제발전의 이론》(독일어: Theorie der wirtschaftlichen Entwicklung)은 조지프 슘페터가 쓴, 슘페터 경제 이론의 핵심적 개념이 소개되어 있는 대표 저작이다. 1911년 처음 출판되었으며 1926년부터 여러 차례 개정되었다.
경제는 일정 주기로 성장과 쇠퇴를 반복한다. 일종의 순환이다. 넓은 역사적 안목을 갖고 봤을 때 경제는 돌고 돌아 제자리를 찾는 정태적 순환 과정에 놓여 있는 것이다. 진폭을 갖고 주기적으로 변동하는 경제체제에서 경제의 양적 성장과 질적 발전을 구분하기는 어렵다. 기존의 이론들은 경제의 양적 성장을 설명하기엔 충분했지만 질적 발전을 설명하기엔 부족했다. 《경제발전의 이론》은 ‘경제발전은 어떻게 이루어지는가’라는 물음에 대한 슘페터의 결론이다.

## 개요
《경제발전의 이론》은 1세기가 지난 책이지만 그 내용과 시사하는 바는 아직도 살아서 숨 쉬고 있는 생명력을 가진 책이다. 기업 단위가 확대되어 자유경쟁을 전제로 하는 자본주의적 상태가 붕괴된 지금은 기술 독점이 시장을 지배하는 독점적 경쟁의 시대다. 세계경제 또한 경제성장보다는 경제발전의 이론이 지배하는 시대가 왔다고들 한다. 게다가 사회주의국가조차도 이윤추구적 경제발전방식을 택하고 있다. 이러한 의미에서 이 책은 고전일 뿐만 아니라, 동시에 신간이라고 해도 손색이 없을 것이다.
슘페터가 이 책에서 서술하고 있는 이론은 아무도 간단하게 요약할 수 없지만 본질적으로 총체적 일관성을 가지고 있으며 이론적 우아함을 지니고 있다. 마르크스의 유물사관에 근거한 동태적 경제발전이론과 대조를 이루는 반유물사관적 경제발전의 이론이다. 사회관계의 발전을 생산력과 생산관계의 변화를 통해 설명하지 않고, 우발적이며 비연속적인 기업가의 혁신에 의해 발전한다고 보고 있으며, 이윤의 원천이 아니라 이윤의 실현에 초점을 맞추고 있기 때문이다.
이 책은 사회진화론에 입각한 적자생존설, 제국주의적 자본주의론에 대한 반격, 착취개념의 부정과 기업가에 대한 보수개념 도입 등 거대한 반마르크스주의 작업을 수행한 슘페터의 대표적인 저작물로서 마르크스주의 발전이론에 대적할 만한 근대경제학적 발전이론으로서는 지금까지 이만한 저서는 없다고 평가되고 있다.
그는 자본주의 자체의 모순에 의해 붕괴할 것이라는 마르크스 이론에 대해 기업가의 혁신을 통해 자본주의는 영구히 발전할 것이며 자본주의의 경제적 성공이 가져온 합리주의적 비판정신이 새로운 사회로의 전이를 불러올 것이라고 했다. 
이 책의 핵심을 이루고 있는 것은 제4장 기업가 이윤에 관한 장이다. 이 장에서 나오는 기업가혁신이라는 개념은 아직도 많은 경제학자들이나, 정책담당자들, 그리고 기업가들에 의해서 거의 일상적인 용어로 사용되고 있기 때문이다. 기타의 장들은 제4장의 기업가 이윤을 설명하기 위한 장이거나 기업가 이윤을 위한 것, 혹은 기업가 이윤에 의한 것들을 설명한 장이다.